# Chiesa di Santa Maria Assunta (Cembra Lisignago)
La chiesa di Santa Maria Assunta è la chiesa parrocchiale di Cembra, capoluogo del comune di Cembra Lisignago in Trentino. Rientra nella zona pastorale di Mezzolombardo dell'arcidiocesi di Trento e risale almeno al XV secolo. La chiesa in stile tardo gotico ha svolto fin dall'antichità la funzione di pieve per gran parte della Val di Cembra.

## Storia

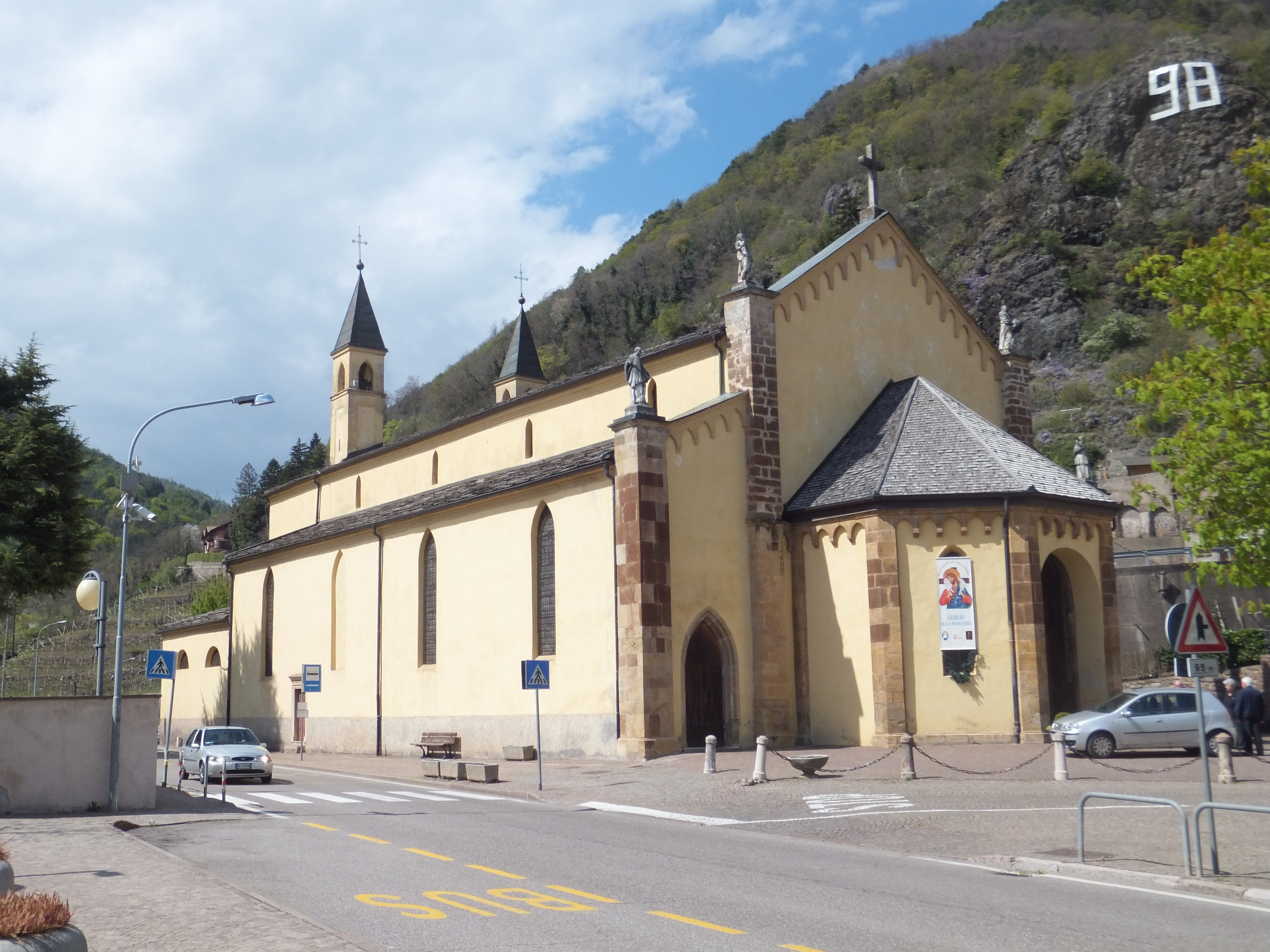
Vista laterale della chiesa

La data di fondazione della chiesa è ignota; secondo uno storico locale, il padre francescano Giangrisostomo Tovazzi (1731-1806), un'iscrizione nel presbiterio della prima struttura, non più esistente, testimoniava l'esistenza di questa chiesa già nel 942.
Fatta eccezione per un documento del 6 dicembre 1212 (in cui la menzione di un "Odolricus, Plebanus de Zimbria" implica indirettamente l'esistenza della pieve), la chiesa è citata per la prima volta in un testamento di tal Agnese fu Ropreto di Salorno, redatto il 19 dicembre 1224. 
Questa prima struttura era edificata in stile romanico, ma nella seconda metà del XV secolo l'edificio venne completamente ricostruito in stile gotico, a tre navate coperte da volte a costoloni, e fu consacrato il 4 maggio 1516; con un successivo ampliamento nel XVII secolo venne aggiunta una quarta navata, a nord.
Quando, a fine 1700, le guerre napoleoniche raggiunsero la Val di Cembra, nella chiesa si stanziarono per lungo tempo le truppe austriache che, secondo quanto riportato dall'allora decano Giovanni Battista Pecoretti, bruciarono il mobilio e rovinarono la stessa con il fumo. Nel 1800 la chiesa era in cattive condizioni quindi, nel 1833-35, venne sottoposta a importanti lavori di ampliamento effettuati nel 1833-35: contro la facciata venne costruito il nuovo presbiterio neogotico, mentre la vecchia abside venne aperta e riconvertita in atrio, cosicché l'orientamento della chiesa risultò capovolto (rivolto a ovest). Nel 1866 venne aggiunta una quinta navata, a sud.

## Descrizione

### Esterno

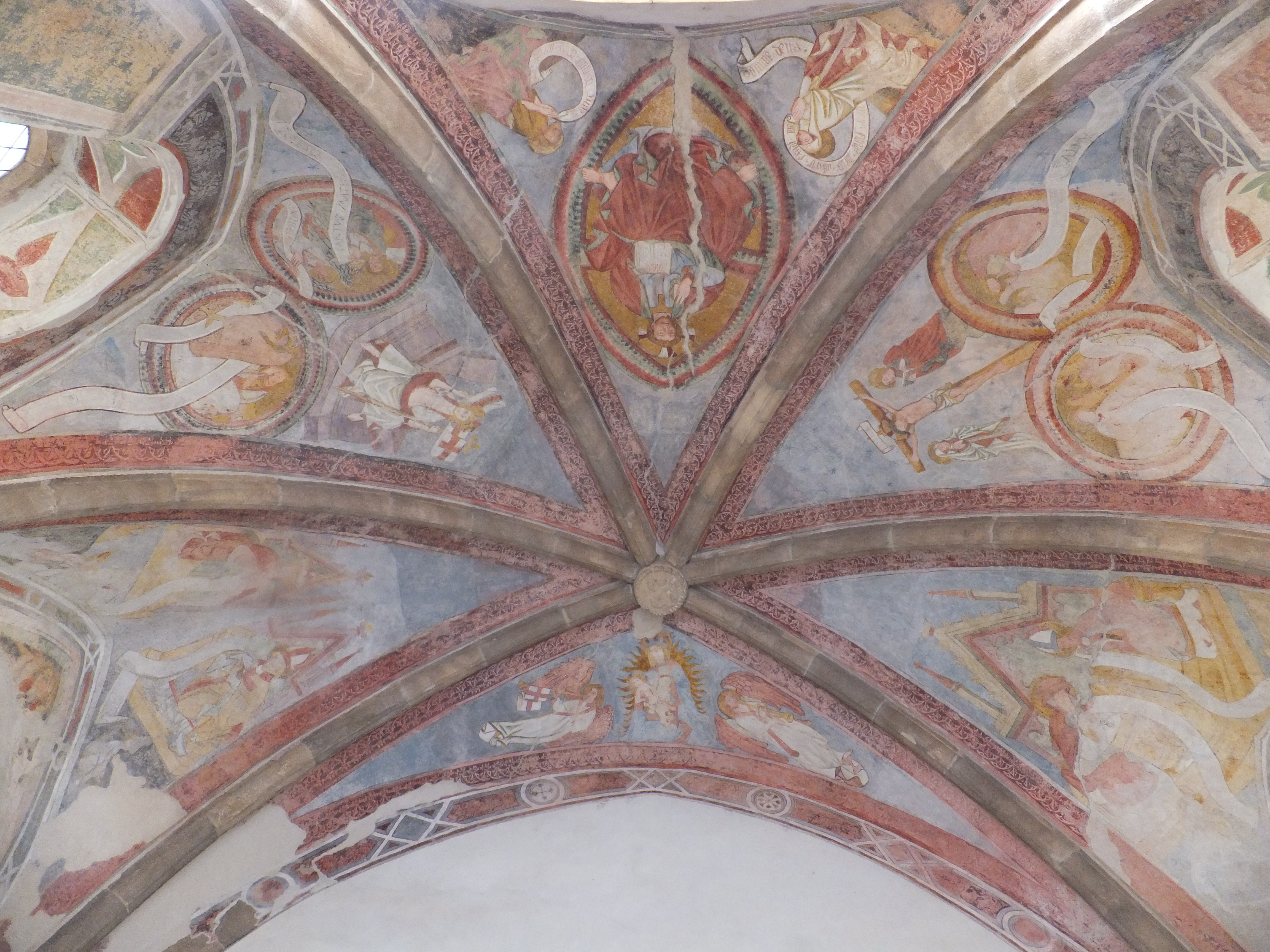
Gli affreschi sul soffitto dell'atrio

L'edificio si apre con una facciata a salienti, divisa in tre parti da quattro pilastri sormontati da altrettante statue (Giovanni Battista, Giovanni evangelista, Giovanni Nepomuceno e Filippo Neri, le prime due provenienti dal vecchio altare maggiore, le seconde due acquistate dalla parrocchia di Dro); dalla porzione centrale sporge un atrio poligonale (che era l'abside della vecchia chiesa), dentro il quale si trova il portale maggiore. 
L'interno dell'atrio, bucato da due finestre monofore archiacute, è per la maggior parte affrescato, con pitture risalenti a fine 1400. La volta è divisa in sei vele delimitate da costoloni, che si dipartono da una chiave di volta circolare con un rilievo di Dio padre benedicente; nella vela sopra all'ingresso è affrescato Cristo benedicente, con ai piedi Maria e Giovanni Battista in preghiera; le altre vele, in senso orario, riportano: Gesù crocifisso tra Maria e Giovanni, e due medaglioni con dentro gli evangelisti Luca e Marco; i santi Ambrogio e Girolamo; la Madonna con il bambino e due angeli; i santi Gregorio Magno e Agostino; Cristo risorto e due medaglioni con dentro gli evangelisti Giovanni e Matteo. 
Gli affreschi della volta, del 1460-70, sono opera del cosiddetto Maestro di Lisignago, un artista ignoto attivo anche altrove nelle valli dell'Avisio, mentre quelli alle pareti sono di un altro pittore e di poco successivi, forse del 1480-90: questi ultimi sono ritratti di vari santi, piuttosto degradati e quindi di difficile identificazione (si riconoscono probabilmente alcuni apostoli e i santi Gottardo e Maria Maddalena).
Sopra la parte occidentale del tetto sorgono due piccoli campanili gemelli, risalenti a fine 1800.

### Interno
L'interno è suddiviso in cinque navate da quattro campate ciascuna: le tre più interne sono le più antiche e sono coperte da una volta reticolata, mentre le due esterne sono state aggiunte a posteriori, nel XVII secolo quella settentrionale e nel 1865-1866 quella meridionale.
A fianco dell'ingresso, sulla parete destra, è affrescato un Battesimo di Cristo datato al 1462, probabilmente opera di pittori tedeschi. Affrescate sono anche le campate della navata centrale: le due più vicine all'altare maggiore sono di metà 1500 e riportano motivi vegetali simili a quelli della vicina chiesa di San Pietro; nella terza campata i santi Giuda Taddeo e Matteo intorno al monogramma di Cristo; nella quarta i santi Mattia, Bartolomeo, Filippo e Giacomo il Minore; nella quinta e sesta l'Assunta e gli Evangelisti, questi risalenti all'inizio del XVIII secolo.
Gli affreschi del presbiterio sono risalenti invece al 1942; diversi dipinti, cinque-, sei- e settecenteschi, sono inoltre collocati nella sagrestia. In fondo alla navata meridionale è infine appesa una pala di Martino Teofilo Polacco, databile intorno al 1608, raffigurante la Madonna del Rosario affiancata dai santi Domenico, Caterina e da altri devoti.

#### Altari
L'altare maggiore è il più recente, risalente al 1936, e sostituisce un precedente altare del 1842; dietro di esso è stato collocato l'organo, prima situato su una cantoria sopraelevata ora non più esistente, e dietro ancora una grande pala del 1858, raffigurante l'Assunzione di Maria. L'altare verso il popolo custodisce, nell'antipendio, un olio su tavola del 1590 circa, opera di Paolo Naurizio, raffigurante l'adorazione dei pastori, prima collocato sull'altare maggiore della chiesa di San Pietro.
Vi sono poi quattro altari minori; a metà della navata di destra si trova un altare risalente probabilmente al 1734, con una statua ligneea di sant'Antonio da Padova scolpita sul finire del 1800; specularmente a esso, a metà della navata sinistra, un altro altare settecentesco ospita una statua del Sacro Cuore di Gesù del 1920, opera del gardenese Siegfried Demetz.
Gli altri due altari, gemelli in stile neogotico, realizzati da Leopoldo Koch nel 1872, sono collocati alle due estremità dell'arco santo; quello di destra ospita una statua di san Giuseppe, sempre di Koch, quello di sinistra una statua dell'Addolorata risalente al 1889.